# Marcello Amero D'Aste
Markies Marcello Amero D'Aste-Stella (1 april 1853 - 17 september 1931) was een Italiaanse admiraal van de Italiaanse marine en later een politicus.

## Militaire loopbaan
Amero d'Aste werd geboren in de stad Albenga, in een oude Italiaanse familie van adellijke afkomst.
Hij was een viceadmiraal in de Italiaans-Turkse Oorlog en was commandant van marine operaties in 1912, toen Italië begon met operaties tegen Turkse bezittingen in de Egeïsche Zee. Tot 25 augustus 1914 was hij opperbevelhebber van het Italiaanse marine leger. Tijdens de Eerste Wereldoorlog nam hij deel aan marine operaties in de Adriatische Zee.
Na de oorlog werd hij gepromoveerd tot admiraal en werd benoemd tot senator van Victor Emanuel III van Italië in 1919. Hij was vele jaren de president van de senaatscommissie van oorlog. Hij stierf in Rome